# Staatliche Sparbank der Ukraine
Koordinaten: 50° 26′ 5″ N, 30° 31′ 31″ O
Die Staatliche Sparbank der Ukraine (ukrainisch Державний ощадний банк України) auch Oschadbank (ukrainisch Ощадбанк, deutsch Oschtschadbank) genannt, ist eine der größten Banken der Ukraine. Die Bank gehört dem Ministerkabinett der Ukraine und ist somit eine Staatsbank. Sie ist als Sparbank ähnlich den Sparkassen in Deutschland und Österreich konzipiert, jedoch nicht auf kommunal-regionaler Ebene, sondern auf Staatsebene.

## Struktur
Die Bank hat ihren Hauptsitz in Kiew. Die Bank besitzt mit über 6.000 Filialen eines der größten Filialnetze in der Ukraine.

## Geschichte
Mit der Unabhängigkeit der Ukraine von der Sowjetunion 1991 wurde die Sparbank von der Sparbank der Sowjetunion ausgegliedert.
Am 31. Dezember 1991 wurde die Bank bei der Nationalbank der Ukraine unter der Nummer 4 als eigenständiges Bankinstitut unter dem Namen „Staatliche spezialisierte kommerzielle Sparbank der Ukraine“ (Державний спеціалізований комерційний ощадний банк України) registriert.